# Oporinia neglectata
Oporinia neglectata är en fjärilsart som beskrevs av Weaver 1852. Oporinia neglectata ingår i släktet Oporinia och familjen mätare. Inga underarter finns listade i Catalogue of Life.